# Henry Moret
Pour les articles homonymes, voir Moret.
Henry Moret, né à Cherbourg (Manche) le 12 décembre 1856 et mort à Paris le 5 mai 1913, est un peintre français.

## Biographie
Fils naturel de Madeleine Flink, domestique, il est officiellement reconnu par son père, Édouard Jacques Louis Moret, le 12 juin 1867, et ses parents se marient le 16 octobre de la même année à Tourlaville (Manche). Aucun détail de son enfance n'est connu à ce jour. Originaire du Cotentin, il découvre la côte sud de la Bretagne alors qu'il effectue son service militaire à Lorient en 1875. Il devient un élève du peintre lorientais Ernest Coroller. Il est ensuite admis à l'École des beaux-arts de Paris dans les ateliers de Jean-Léon Gérôme et Jean-Paul Laurens en 1876, et fréquente l'atelier d'Henri Lehmann, puis l'Académie Julian à Paris.
Il débute au Salon des artistes français de 1880 en envoyant son tableau La Plage de Loqueltaz à marée basse. Il rencontre Marius Gourdault, un peintre impressionniste qui séjourne l’été à Doëlan, qui deviendra dès lors un ami. En 1881, il expose au Salon des artistes français et au Salon des indépendants, puis s'installe au Pouldu. « D'un caractère indépendant, installé chez le maître du port Kerluen et non à la pension Gloanec, il se lie vite néanmoins à tout le groupe des impressionnistes » et fait la connaissance, en 1888, de Paul Gauguin et de ses amis à Pont-Aven. Il s'intègre à son groupe et devient l'un des plus intéressants représentants de l'École de Pont-Aven. En 1890, il rejoint Gauguin et ses amis à l'auberge de Marie Henry au Pouldu et s'installe ensuite à Doëlan, où il revient à une technique de peinture plus impressionniste et travaille sous contrat pour la galerie Durand-Ruel. Ce marchand de tableaux lui consacre une exposition à Paris en 1898. Environ 800 de ses œuvres sont répertoriées.
Henry Moret a surtout peint la Bretagne — la côte sud du Finistère principalement et le littoral du Morbihan — ainsi que les îles bretonnes de l'océan Atlantique — Groix, Belle-Île, Houat, Ouessant —, un peu la Manche et les Pays-Bas. « Avant tout épris de la mer, c’est sa vision personnelle qu’il transcrit dans une fusion de deux styles opposés entre lesquels il ne peut trancher : synthétisme ou impressionnisme »,.

« Fasciné par la mer, Moret a utilisé des couleurs profondes et des coups de pinceau énergiques pour capturer sa violence et la puissance, en correspondance avec la force inébranlable des affleurements de granit. En combinant l'esthétique de la simplicité d'inspiration japonaise avec la technique impressionniste, Moret a créé un mélange magique de composition simple et de couleurs captivantes. »

Henry Moret meurt prématurément à Paris de la tuberculose, à l’âge de 56 ans.

## Œuvres

### Œuvres dans les collections publiques
États-Unis
- Boston, musée des Beaux-Arts :

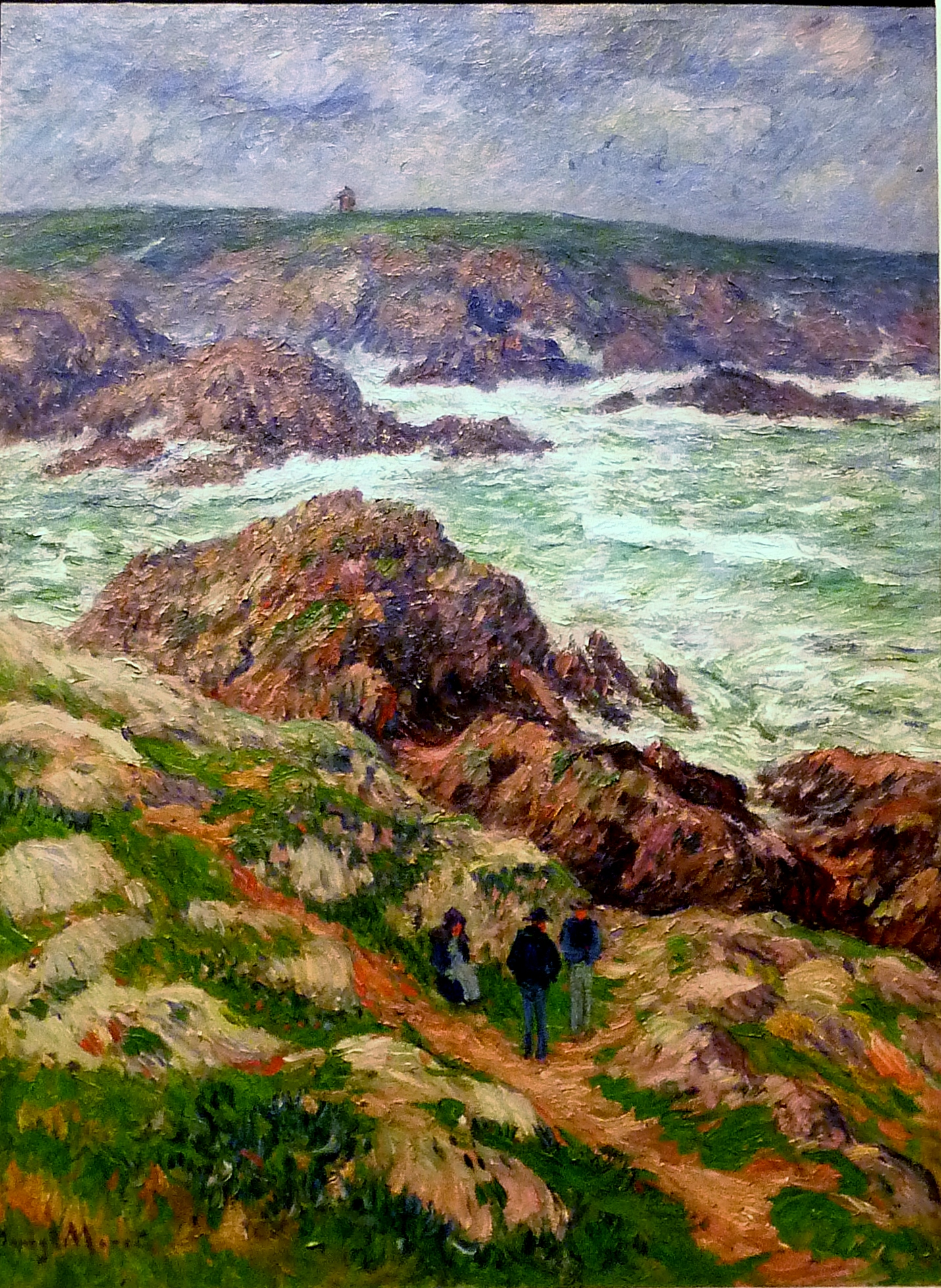
Gros temps à Doëlan, Vannes, musée de la Cohue.

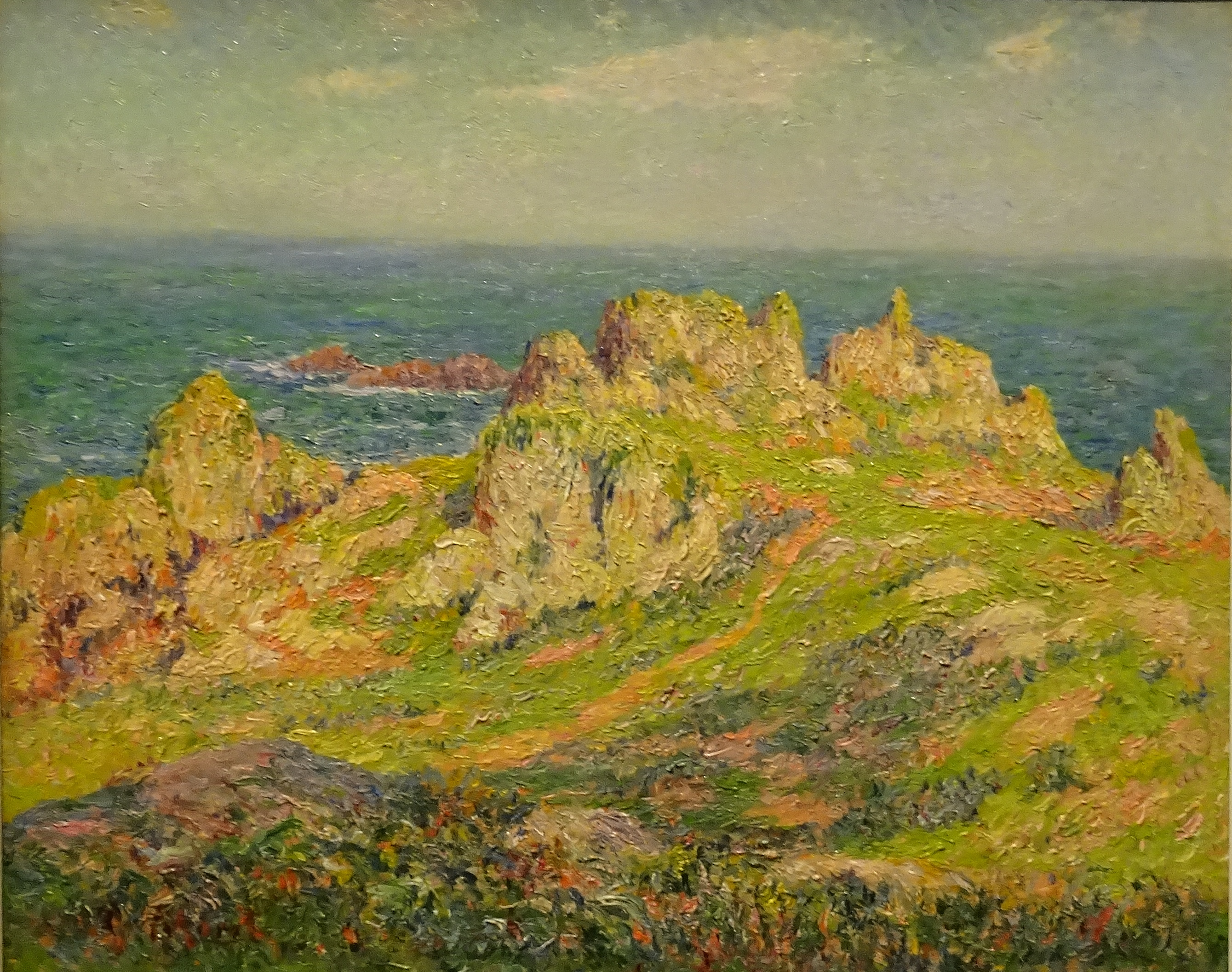
Henry Moret : Falaises à Ouessant (huile sur toile, vers 1898, musée de Pont-Aven).

  - Le Phare du Stiff, 1901, huile sur toile[11] ;
  - Écueils près d'Ouessant, 1901, huile sur toile.

France
- Brest, musée des Beaux-Arts[12] :
  - Le Sémaphore de Beg ar Mor, 1899, huile sur toile, 42,5 × 81,3 cm[13] ;
  - La Chapelle du Pouldu, 1889, huile sur toile, 50 × 59,5 cm[14].
  - Crique sur la côte rocheuse, fusain sur papier, 24 × 30,9 cm[15] ;
  - Étude de vague, fusain sur papier, 23,7 × 32,7 cm[16] ;
  - Falaise plongeant dans la mer, fusain sur papier, 22,4 × 32 cm[17] ;
  - Falaise rocheuse, fusain sur papier, 24 × 32,4 cm[18] ;
  - Houle dans la crique, fusain sur papier, 24,3 × 32,7 cm[19] ;
  - Îlots devant la côte, fusain sur papier, 23,8 × 32,7 cm[20] ;
  - La Mer vue de la côte (recto) et La Vague (verso, esquisse), fusain sur papier, 22,6 × 32,8 cm[21] ;
  - Mer agitée dans une crique, fusain sur papier, 23,2 × 32,9 cm[22] ;
  - Mer calme dans une crique, fusain sur papier, 23,2 × 32,8 cm[23] ;
  - Pointe aux tas de goémon, fusain sur papier, 23,3 × 32,6 cm[24] ;
  - Pointe de rocher I, fusain sur papier, 21,1 × 31,5 cm[25] ;
  - Pointe de rocher II, fusain sur papier, 22,4 × 28,1 cm[26] ;
  - Vague dans la crique (recto) et Mer agitée (verso), fusain sur papier, 24,4 × 32,3 cm[27] ;
  - Haute falaise découpée, fusain sur papier, 22,5 × 31,7 cm[28].
- Caen, musée des Beaux-Arts : Paysage, huile sur toile[29].
- Libourne, musée des Beaux-Arts : Pointe de Pen-Men, 1904, huile sur toile, 80 × 105 cm, dépôt du musée d'Orsay.
- Pont-Aven, musée de Pont-Aven : Falaises à Ouessant, huile sur toile, 66 × 81 cm[11].
- Quimper, musée des Beaux-Arts : Goulphar, 1895 ou 1896, huile sur toile, 92 × 73 cm, dépôt du musée d'Orsay.
- Rennes, musée des Beaux-Arts : Men du Finistère, 1899, huile sur toile[30] ;
- Vannes, musée de la Cohue :
  - Gros temps à Doëlan, huile sur toile[31] ;
  - Fenaison en Bretagne, 1908, huile sur toile ;
  - Falaise de Groix[31].
- Reims, musée des Beaux-Arts
  - Port Lamatte, 1899, huile sur toile[32] ;
  - L'Ile de Kerellec (Ouessant), 1901, huile sur toile[33] ;
  - Matinée brumeuse à Ouessant, 1901, huile sur toile[34] ;
  - Brumes du matin sur les côtes de Bretagne, 1901, huile sur toile[35];
  - Brumes sur la rivière à Pont-Aven, 1901, huile sur toile[36] ;
  - Le soir à Douëlan, 1902, huile sur toile[37] ;
  - La pointe de Creac'h à Ouessant, 1902, huile sur toile[38] ;
  - Jour d'hiver, 1904, huile sur toile[39].
- Saint-Lô, musée d'Art et d'Histoire
  - Le Port de Diélette, basse mer, 1912, aquarelle et fusain sur papier, 22,5 × 31,5 cm

Russie
- Saint-Pétersbourg, musée de l'Ermitage : Port Manec'h, 1896.

Suisse
- Genève, Petit Palais : Neige à Doëlan, 1898.

### Œuvres référencées non localisées

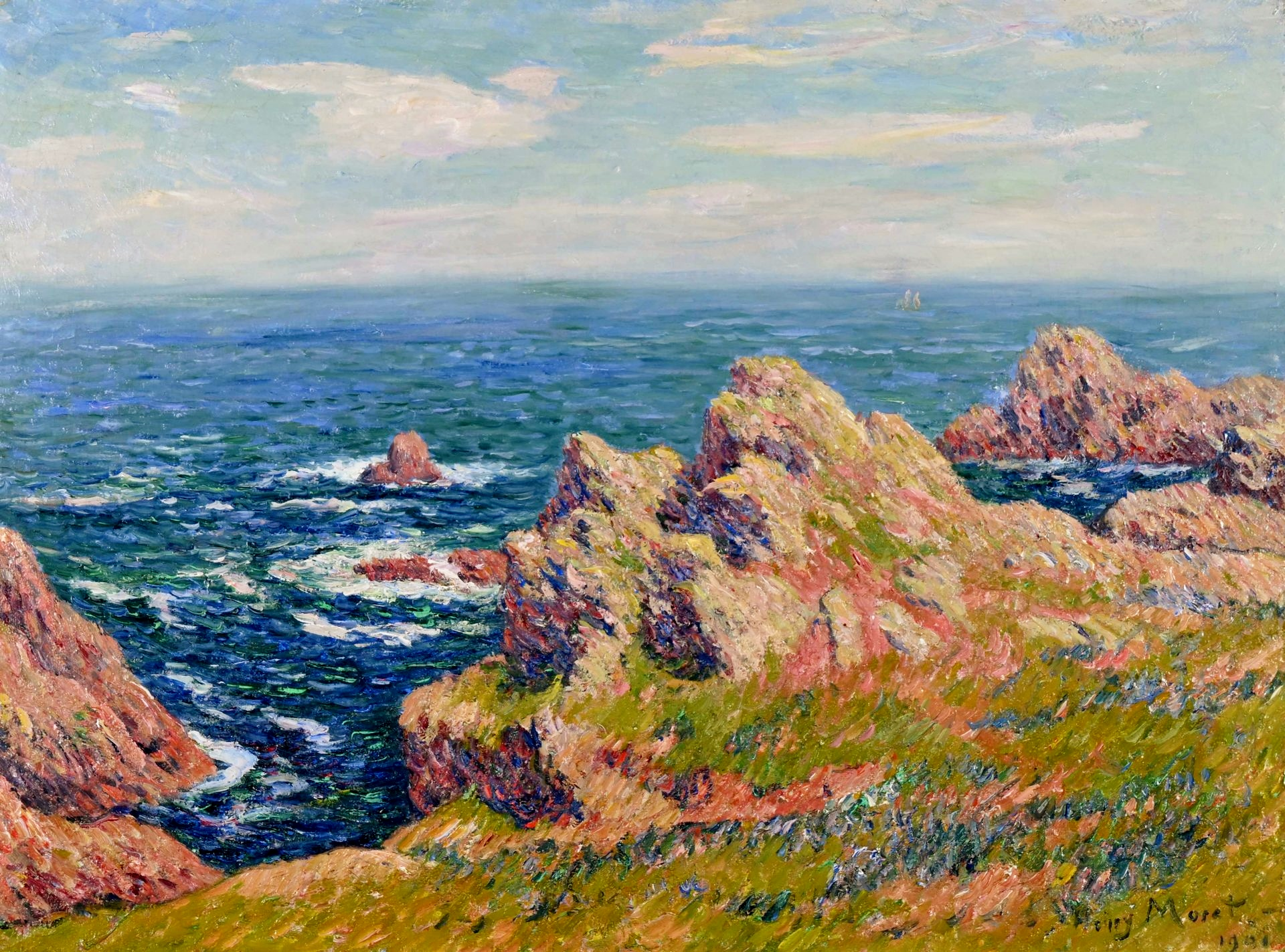
Henry Moret : Ouessant, pointe du Creach (1901).

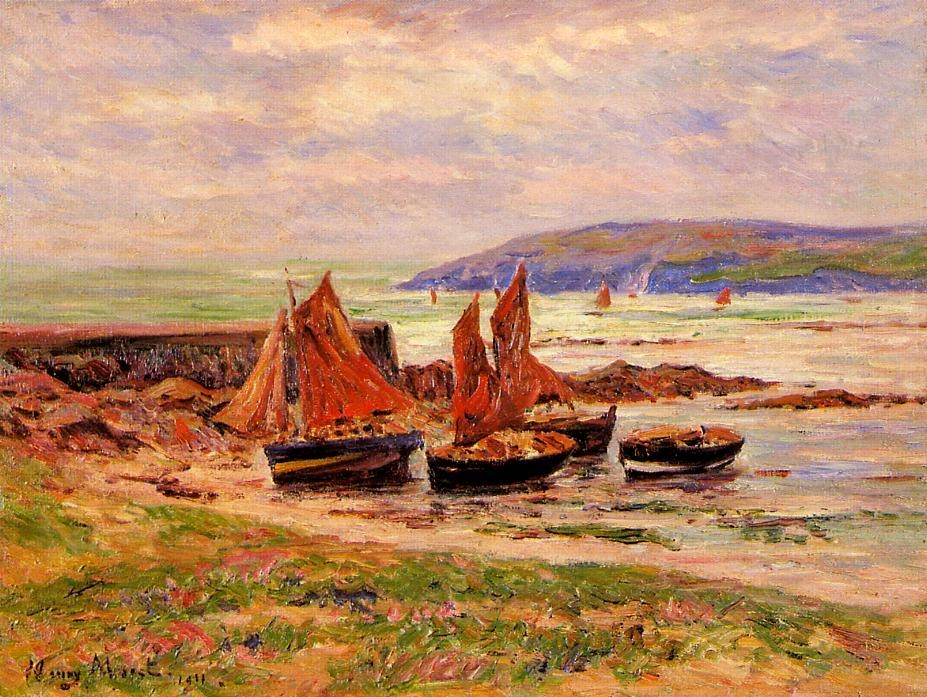
Le Port à Loc'h (Primelin), 1911, huile sur toile, localisation inconnue.

Cette liste d'œuvres n'est pas exhaustive et ne garantit pas leur authenticité.
- Batteuses de blé au fléau, 1891, huile sur toile (tableau offert par le peintre à Maxime Maufra)[40].
- Les Chaumes en Guidel, 1891, huile sur toile marouflée sur panneau, 55 × 100 cm[41].
- L'Île de Houat (1893)[42].
- Le Roulage au Pouldu ou La prairie rose, 1894, huile sur toile, 58 × 72 cm, collection particulière[43].
- Brume à Riec[44].
- Le Sémaphore de Beg Ar Mor, pointe de Brigneau (Finistère), 1904, huile sur toile, 66 × 93 cm[45]
- Le Moulin près du village à Ouessant, 1901, huile sur toile, 54 × 73 cm[11].
- Landes en fleurs. Ouessant, 1901, huile sur toile, 50 × 73 cm[11].
- Pêcheur sur le sentier, huile sur toile, 1904, vendue 47 500 euros en 2023[46].
- Grosse mer. Ouessant, huile sur toile, 64 × 80 cm[11].
- À Pern, huile sur toile[11].
- Le Crépuscule à Ouessant, huile sur toile[11].
- Le Soir à Ouessant, huile sur toile, 60 × 30 cm[11].
- Ouessant, 1901, huile sur toile, 65 × 81 cm[11].
- Ouessant, pointe de Creach, 1901, huile sur toile (vendue 172 000 euros en mai 2024[47].
- Pêcheur sur le sentier, 1904, huile sur toile, 54 × 65 cm, vendu 47 500€ (le 22 juillet 2023 à Brest).
- Ouessant. Jour de calme, 1905, huile sur toile, 93 × 74 cm[11].
- Les Rochers rouges à Ouessant, 1909, huile sur toile, 65 × 81 cm[11].
- L'Enfer de Plogoff, 1911, huile sur toile. Toile vendue 142 000 euros à Brest en 2021[48].
- Le Port à Loc'h (Primelin), 1911, huile sur toile.
- Bord de mer à Diélette, 1912, huile sur toile, collection particulière
- Diélette, 1912, huile sur toile, collection particulière
- L'Anse de Siouville, vers 1912, huile sur toile, collection particulière

Œuvres d'Henry Moret
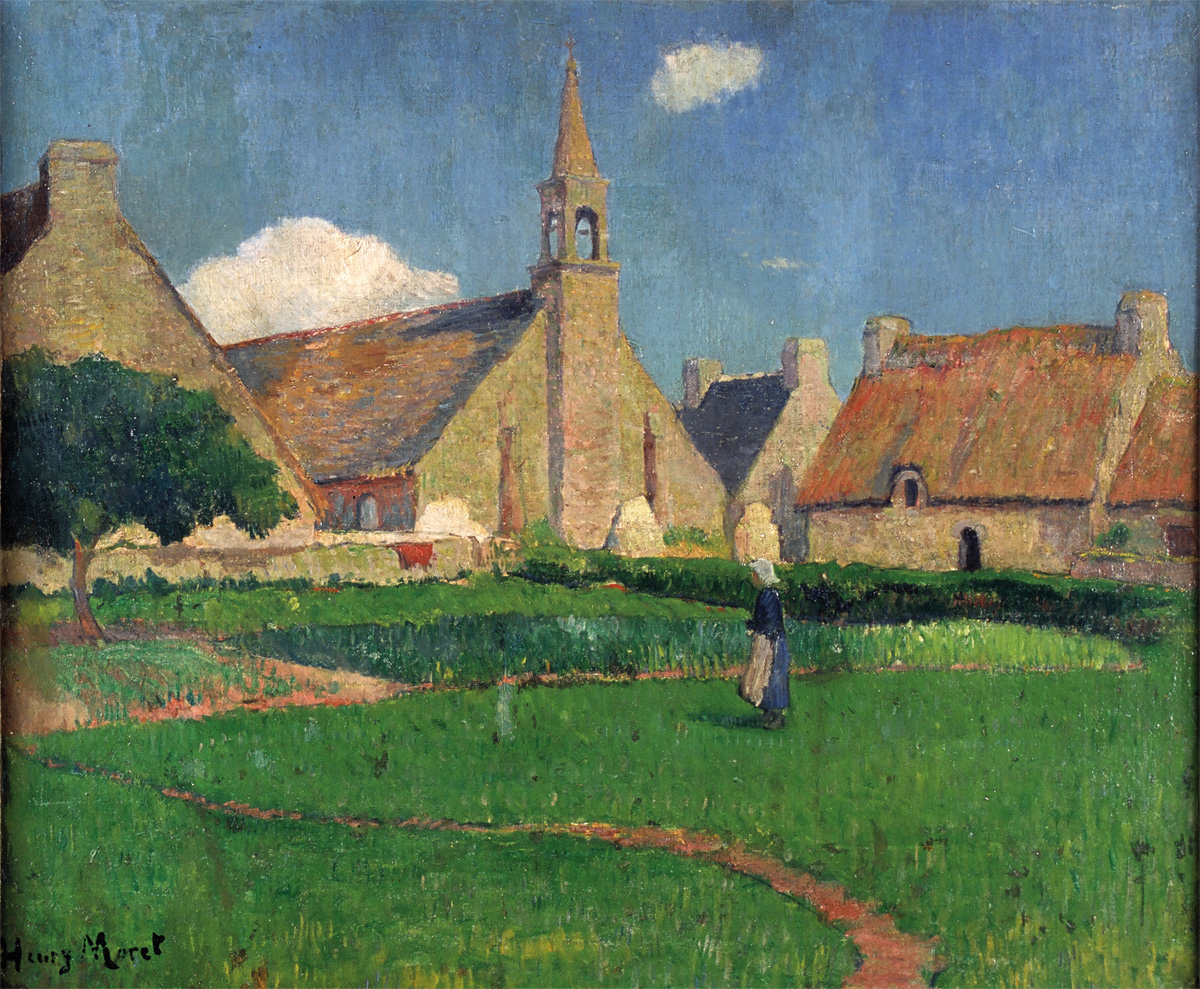
La Chapelle du Pouldu (1889), musée des Beaux-Arts de Brest.
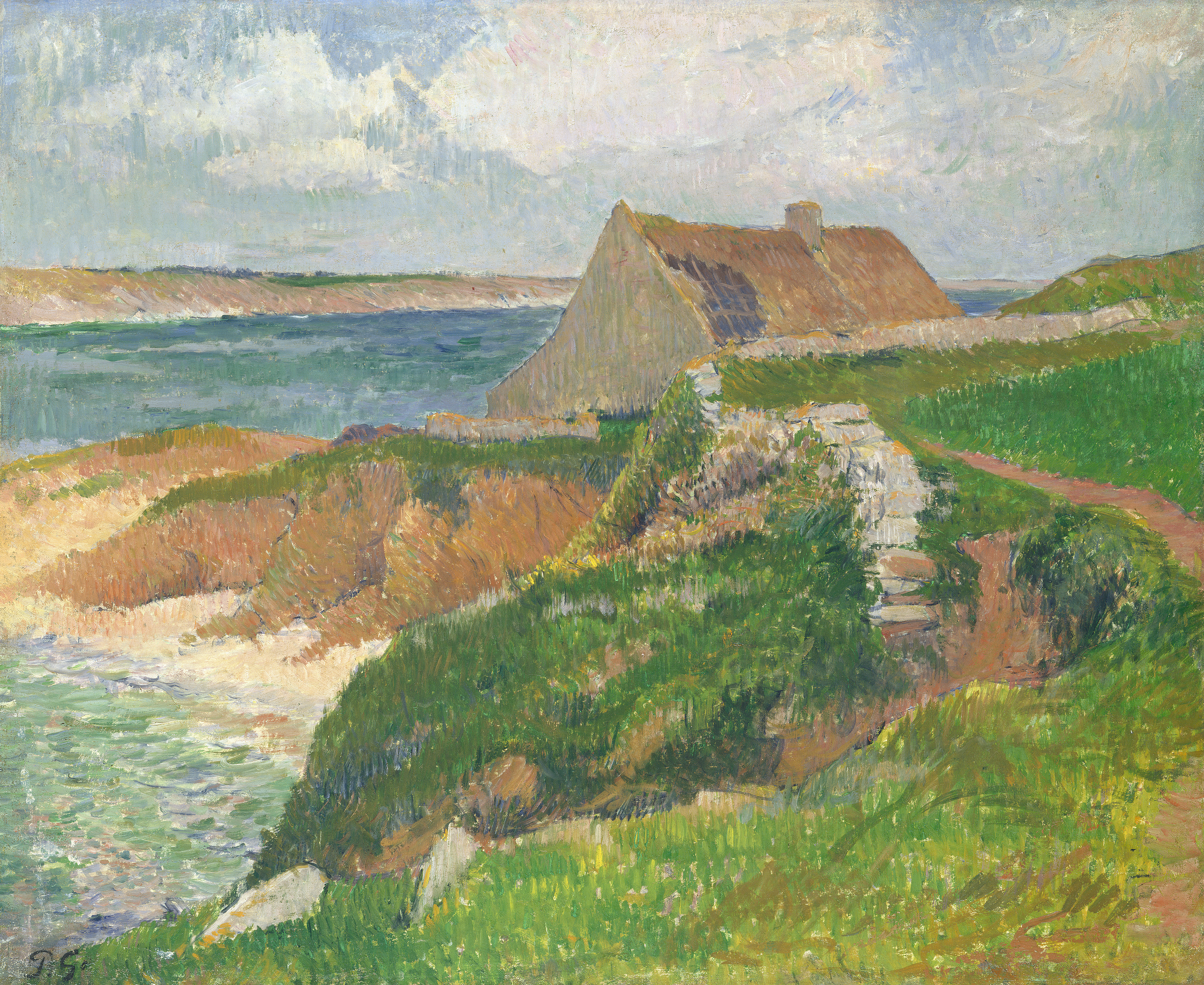
L'Île de Raguenez (1890-1895), Washington, National Gallery of Art.
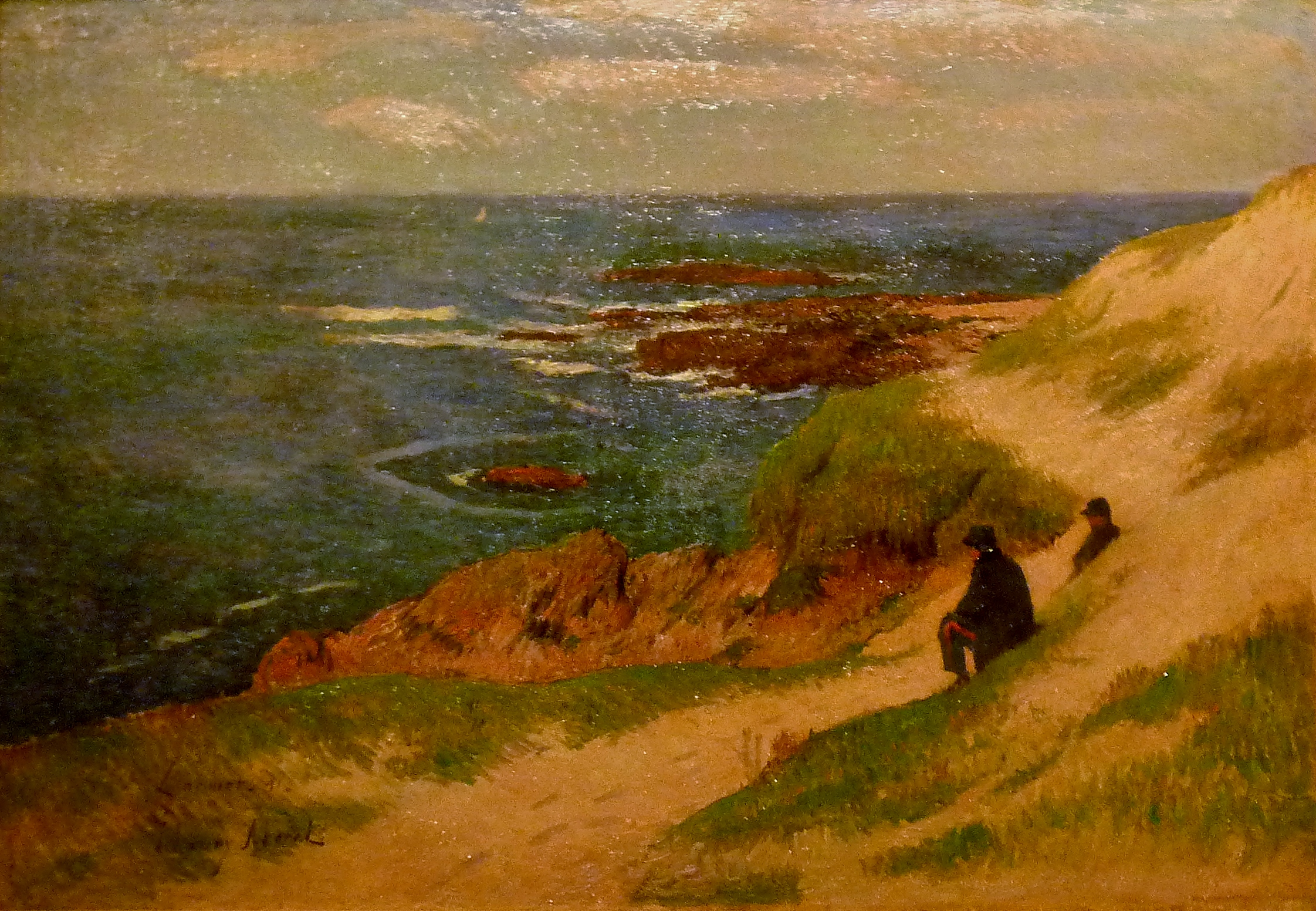
Bord de mer à Larmor-Plage (1891), Bordeaux, musée national des Douanes.
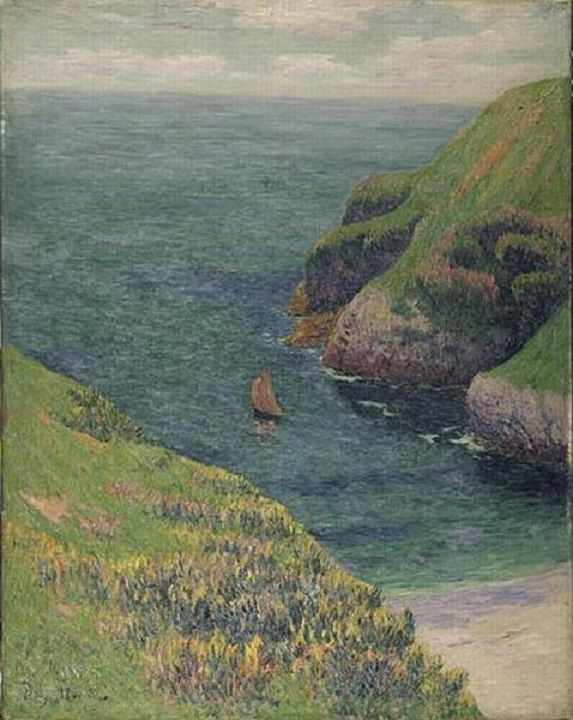
Goulphar (1895 ou 1896), musée des Beaux-Arts de Quimper.
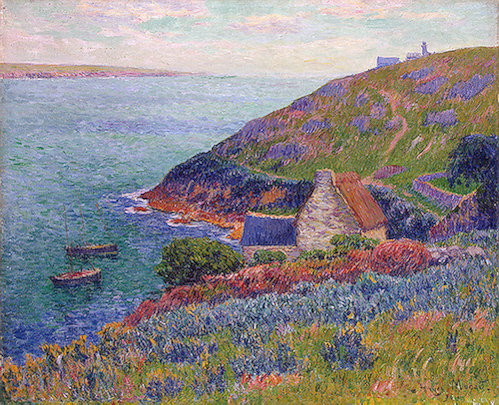
Port Manec'h (1896), Saint-Pétersbourg, musée de l’Ermitage.
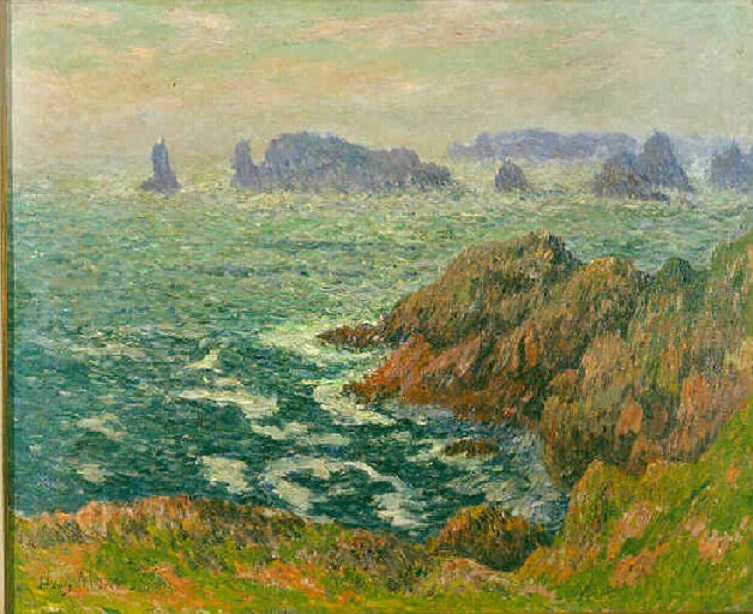
L'Île d'Ouessant, la chaussée Keller (1897), Versailles, musée Lambinet.
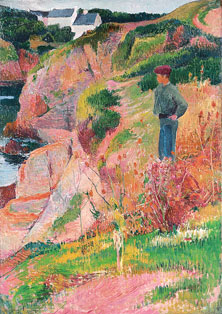
Falaises en Bretagne (1898), musée de Pont-Aven.
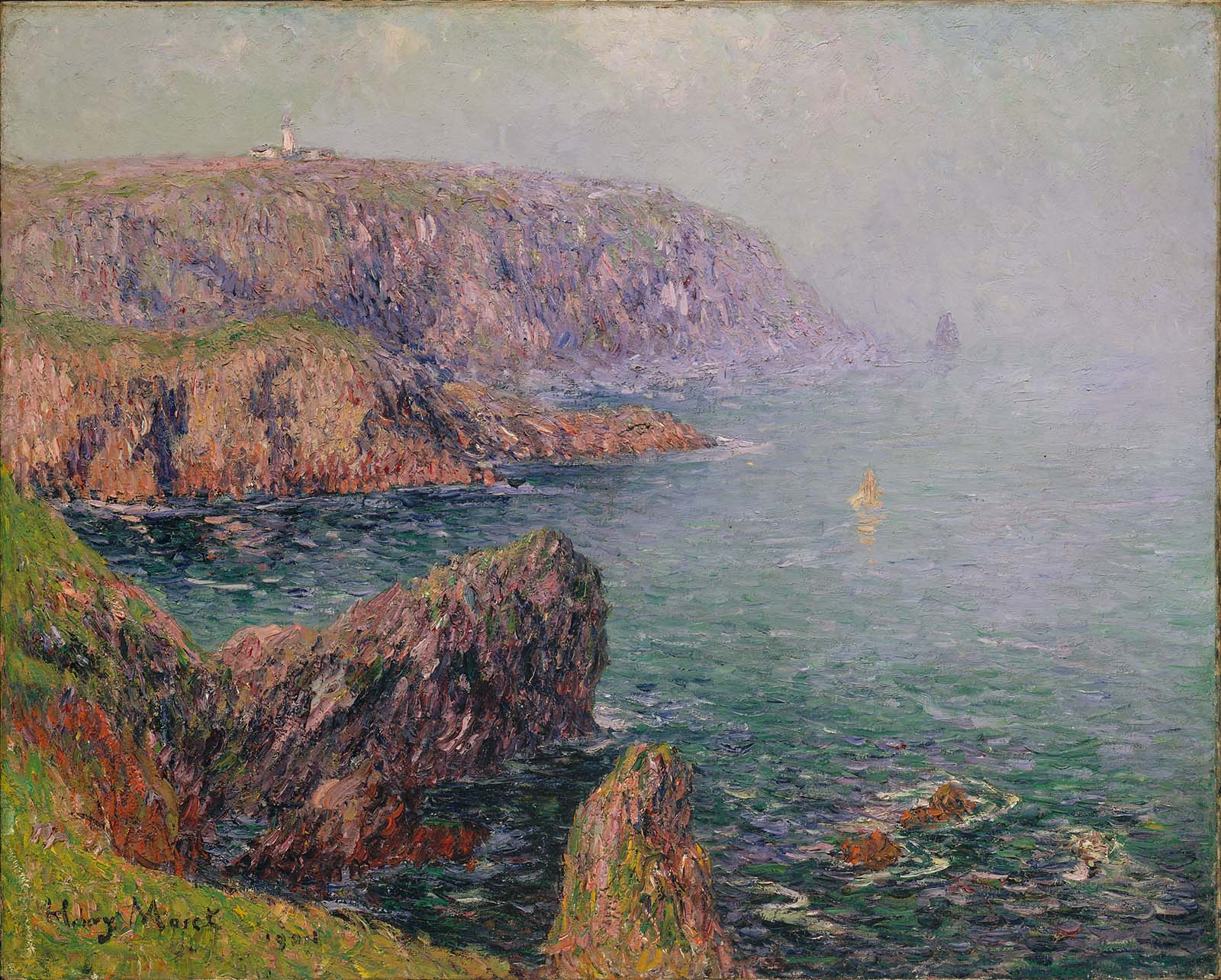
Écueils près d'Ouessant (1901), musée des Beaux-Arts de Boston.
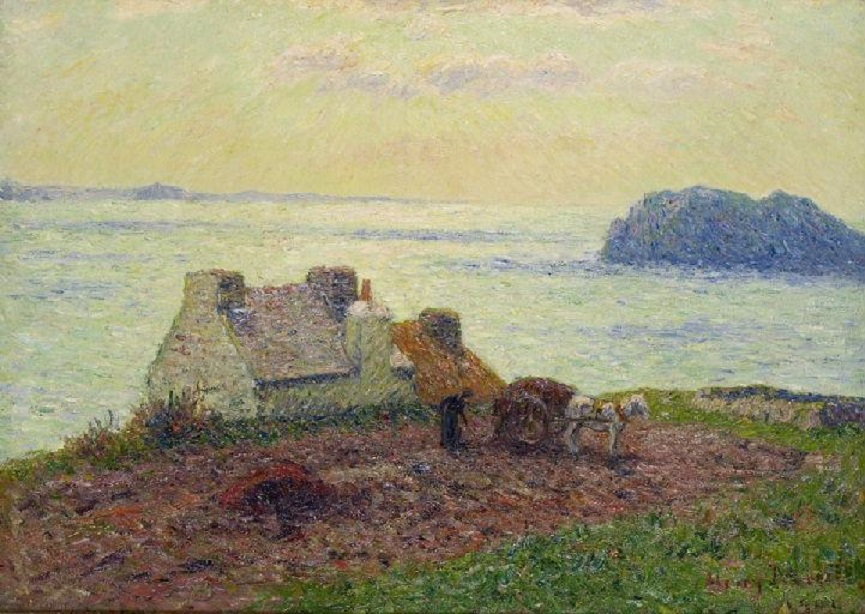
La Baie de Lampaul (1908), Le Havre, musée André-Malraux.
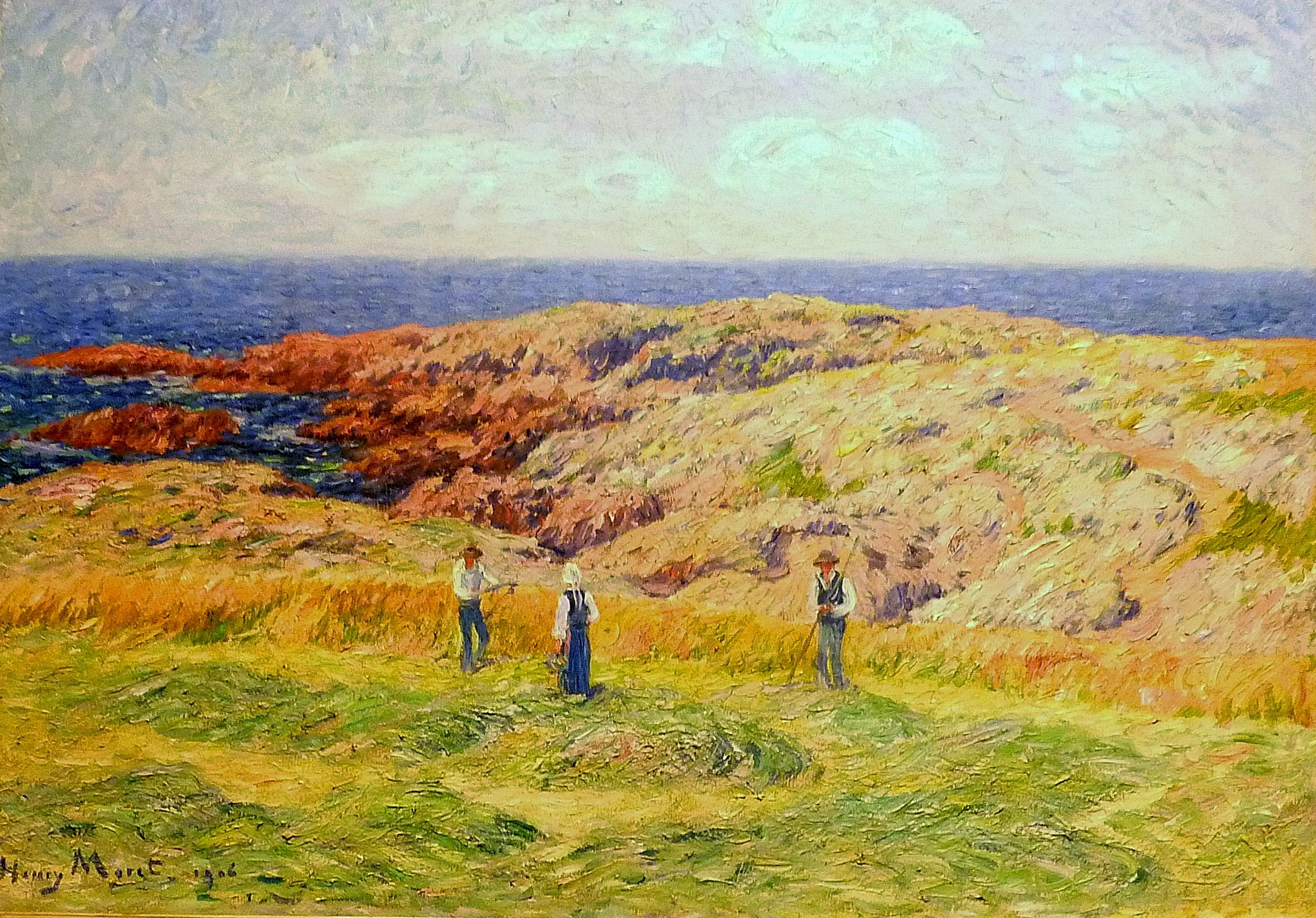
Fenaison en Bretagne (1908), Vannes, musée de la Cohue.

- Gros temps côte de Bretagne : ce tableau, vendu à Brest en juillet 2022, a atteint 81 000 euros, sans compter les frais de vente.

## Expositions monographiques
- « Henry Moret. Aquarelles et peintures », musée de Pont-Aven, 1988.
- « Henry Moret, un paysagiste de l’École de Pont-Aven, musée des Beaux-Arts de Quimper, du 27 juin au 19 octobre 1998.
- « Henry Moret (1856-1913). De Pont-Aven à l'impressionnisme en Bretagne », musée des Beaux-Arts de Quimper, du 24 juin au 4 octobre 2021[49].